# Chiesa di Nostra Signora del Patrocinio di Tenaún
La chiesa di Nostra Signora del Patrocinio di Tenaún —in spagnolo: Iglesia de Nuestra Señora del Patrocinio (Tenaún)—, anche noto come chiesa di Tenaún —in spagnolo: iglesia de Tenaún—, è una chiesa in legno costruiti a Dalcahue, nell'arcipelago di Chiloé, nella seconda metà del XIX secolo, appartenente all'parrocchiale del Patrocinio di San  Giuseppe, nella diocesi di San Carlos de Ancud, Cile. È un esempio di una tradizione architettonica, mantenuta per tre secoli, chiamata «Scuola chilota di architettura religiosa in legno».
La cappella è stata costruita in Dalcahue sul finire del XIX secolo. Classificata come patrimonio dell'umanità dell'UNESCO nel 2000.
La chiesa è dedicata alla Madonna del Patrocinio che si festeggia il 30 gennaio.